# Isòtops del calci
El calci (Ca) té quatre isòtops estables(40Ca i 42Ca fins 44Ca), més dos isòtops (46Ca i 48Ca) que tenen un període de semidesintegració tan llarg que es consideren pràcticament estables. També té un isòtop cosmogènic radioactiu 41Ca, amb un període de semidesintegració de 103.000 anys. A diferència dels isòtops cosmogènics que es produeixen en l'atmosfera terrestre, el 41Ca es produeix per activació de neutrons de 40Ca. La major part de la seva producció és en un metre superior de la columna de sòl on el flux de neutrons cosmogènics són encara prou forts. El 41Ca és apreciat en estudis estel·lars, ja que es desintegra en 41K, un indicador crític d'anomalies del sistema solar.
El 97% del calci natural es troba en forma de 40Ca. El 40Ca és un dels productes germans de la desintegració del 40K, juntament amb l' 40Ar. Mentre la datació per potassi-argó s'ha usat àmpliament en geologia, la prevalença del 40Ca a la natura ha impedit el seu ús en datació. Per la datació de l'edat amb K-Ca s'han usat tècniques d'espectrometria de masses.

Massa atòmica estàndard: 40.078(4) u

## Taula
| Símbol del núclid | Z(p)                | N(n)                | massa isotòpica (u) | Període de semidesintegració | Espín nuclear | Composició isotòpica representativa (fracció molar) | Rang de variació natural (fracció molar) |
| Símbol del núclid | Energia d'excitació | Energia d'excitació | Energia d'excitació | Període de semidesintegració | Espín nuclear | Composició isotòpica representativa (fracció molar) | Rang de variació natural (fracció molar) |
| ----------------- | ------------------- | ------------------- | ------------------- | ---------------------------- | ------------- | --------------------------------------------------- | ---------------------------------------- |
| 34Ca              | 20                  | 14                  | 34.01412(32)#       | <35 ns                       | 0+            |                                                     |                                          |
| 35Ca              | 20                  | 15                  | 35.00494(21)#       | 25.7(2) ms                   | 1/2+#         |                                                     |                                          |
| 36Ca              | 20                  | 16                  | 35.99309(4)         | 102(2) ms                    | 0+            |                                                     |                                          |
| 37Ca              | 20                  | 17                  | 36.985870(24)       | 181.1(10) ms                 | (3/2+)        |                                                     |                                          |
| 38Ca              | 20                  | 18                  | 37.976318(5)        | 440(8) ms                    | 0+            |                                                     |                                          |
| 39Ca              | 20                  | 19                  | 38.9707197(20)      | 859.6(14) ms                 | 3/2+          |                                                     |                                          |
| 40Ca              | 20                  | 20                  | 39.96259098(22)     | ESTABLE [>5.9E+21 a]         | 0+            | 0.96941(156)                                        | 0.96933-0.96947                          |
| 41Ca              | 20                  | 21                  | 40.96227806(26)     | 1.02(7)E+5 a                 | 7/2-          |                                                     |                                          |
| 42Ca              | 20                  | 22                  | 41.95861801(27)     | ESTABLE                      | 0+            | 0.00647(23)                                         | 0.00646-0.00648                          |
| 43Ca              | 20                  | 23                  | 42.9587666(3)       | ESTABLE                      | 7/2-          | 0.00135(10)                                         | 0.00135-0.00135                          |
| 44Ca              | 20                  | 24                  | 43.9554818(4)       | ESTABLE                      | 0+            | 0.02086(110)                                        | 0.02082-0.02092                          |
| 45Ca              | 20                  | 25                  | 44.9561866(4)       | 162.67(25) d                 | 7/2-          |                                                     |                                          |
| 46Ca              | 20                  | 26                  | 45.9536926(24)      | ESTABLE (TDB) [>100E+15 a]   | 0+            | 0.00004(3)                                          | 0.00004-0.00004                          |
| 47Ca              | 20                  | 27                  | 46.9545460(24)      | 4.536(3) d                   | 7/2-          |                                                     |                                          |
| 48Ca              | 20                  | 28                  | 47.952534(4)        | 43(38)E+18 a                 | 0+            | 0.00187(21)                                         | 0.00186-0.00188                          |
| 49Ca              | 20                  | 29                  | 48.955674(4)        | 8.718(6) min                 | 3/2-          |                                                     |                                          |
| 50Ca              | 20                  | 30                  | 49.957519(10)       | 13.9(6) s                    | 0+            |                                                     |                                          |
| 51Ca              | 20                  | 31                  | 50.9615(1)          | 10.0(8) s                    | (3/2-)#       |                                                     |                                          |
| 52Ca              | 20                  | 32                  | 51.96510(75)        | 4.6(3) s                     | 0+            |                                                     |                                          |
| 53Ca              | 20                  | 33                  | 52.97005(54)#       | 90(15) ms                    | 3/2-#         |                                                     |                                          |
| 54Ca              | 20                  | 34                  | 53.97435(75)#       | 50# ms [>300 ns]             | 0+            |                                                     |                                          |
| 55Ca              | 20                  | 35                  | 54.98055(75)#       | 30# ms [>300 ns]             | 5/2-#         |                                                     |                                          |
| 56Ca              | 20                  | 36                  | 55.98557(97)#       | 10# ms [>300 ns]             | 0+            |                                                     |                                          |
| 57Ca              | 20                  | 37                  | 56.99236(107)#      | 5# ms                        | 5/2-#         |                                                     |                                          |